# Vernon, Eure

Vernon este o comună în departamentul Eure, Franța. În 2009 avea o populație de 25323 de locuitori.

## Galerie

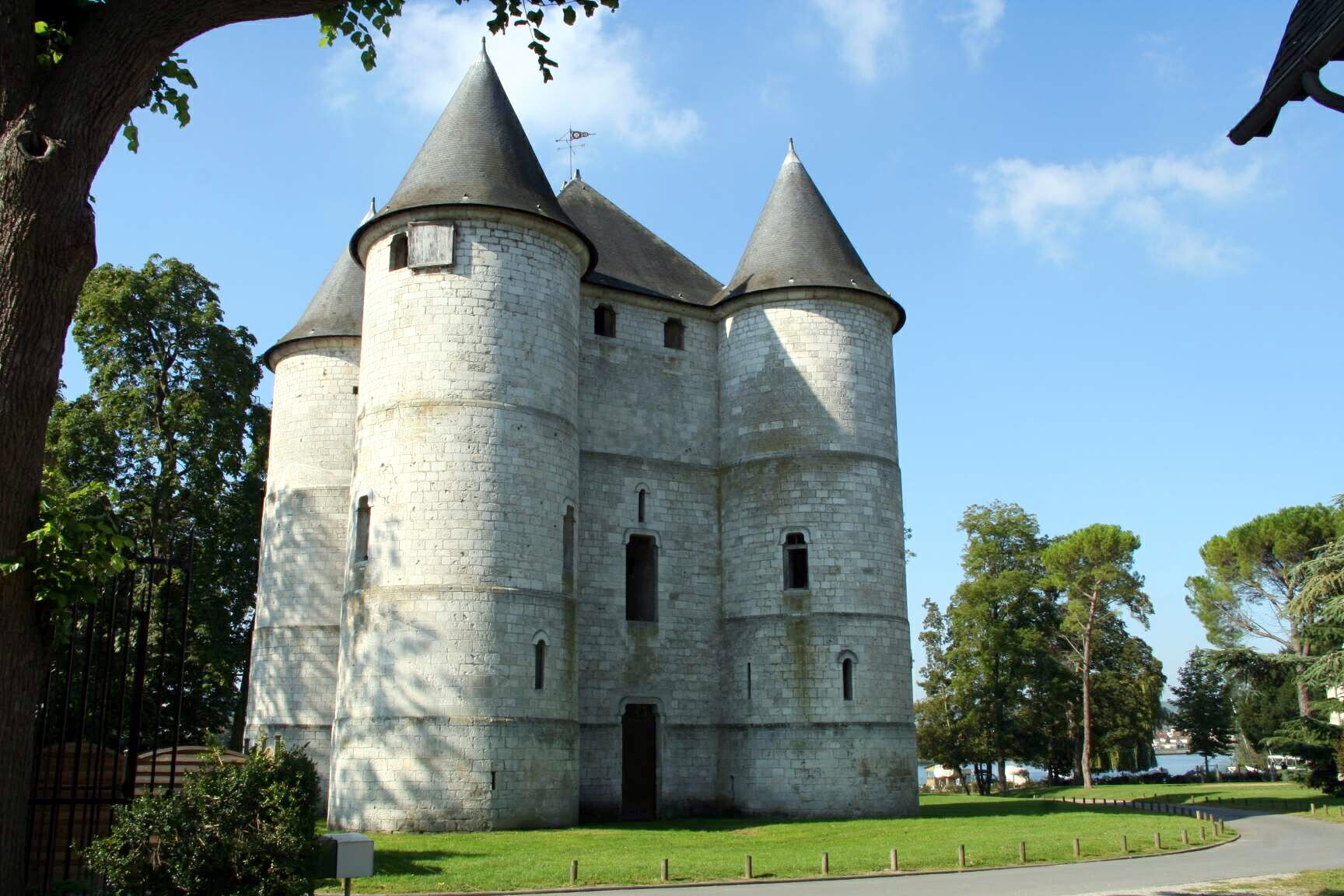
Château des Tourelles
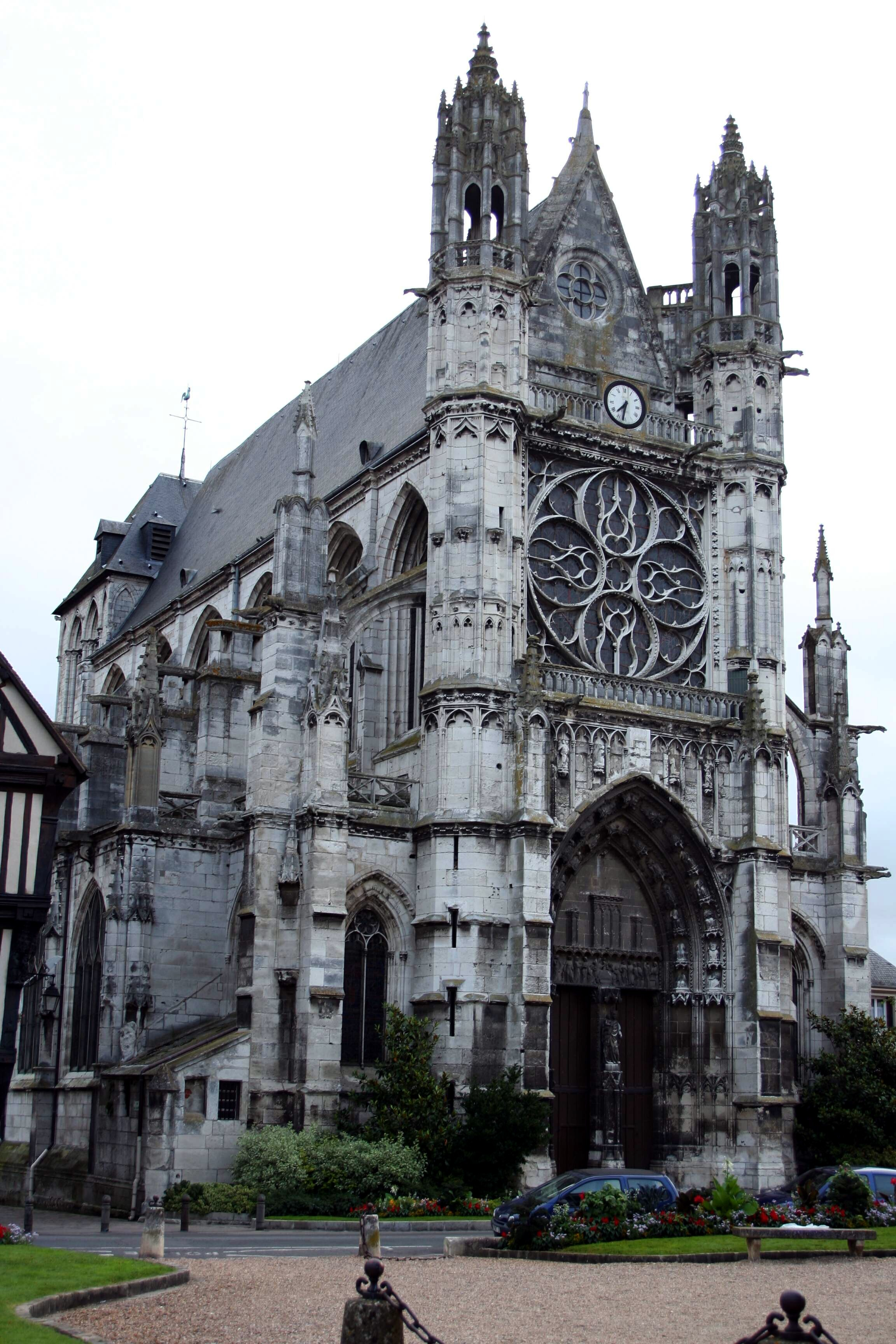
Collégiale Notre-Dame
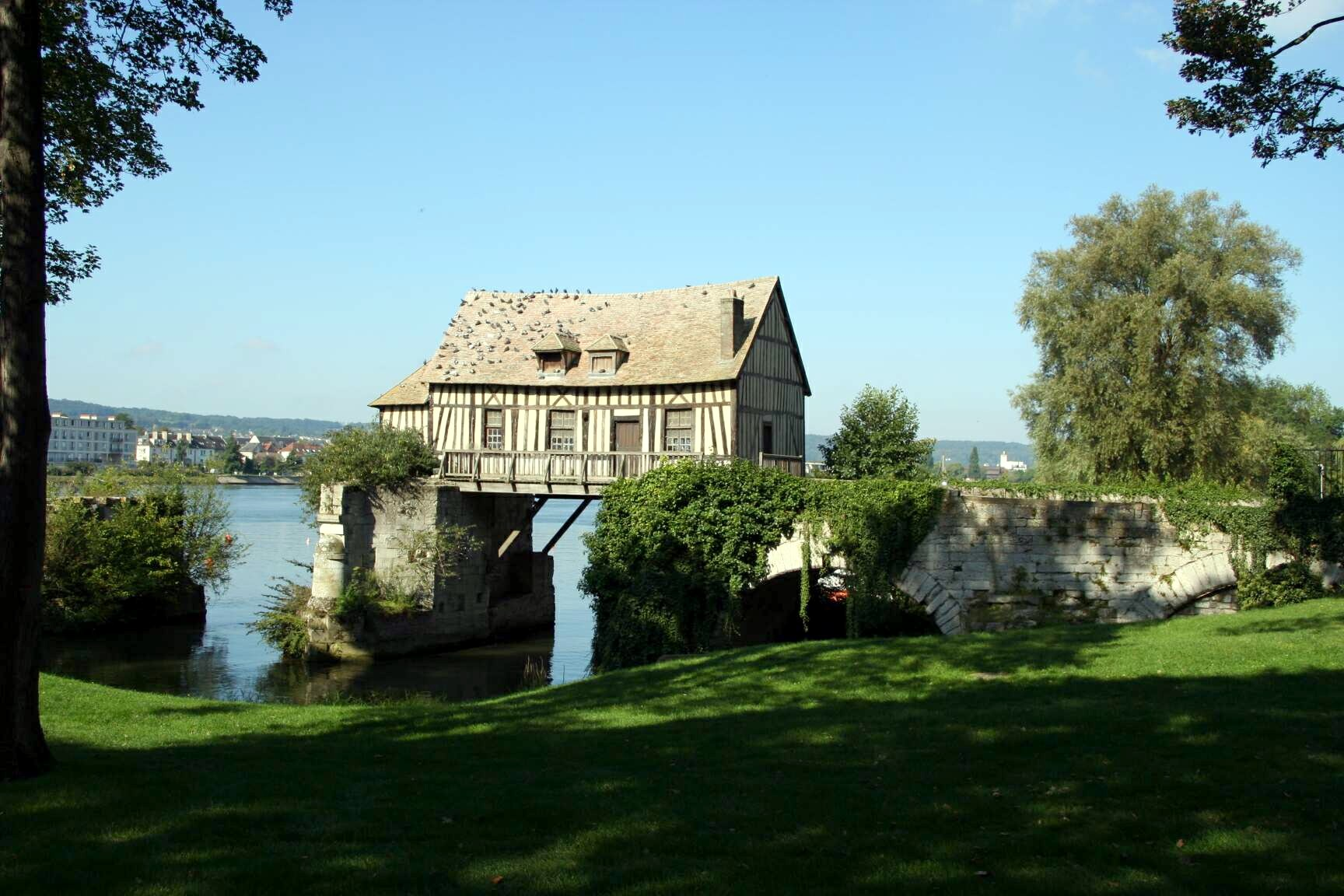
Le Vieux-Moulin
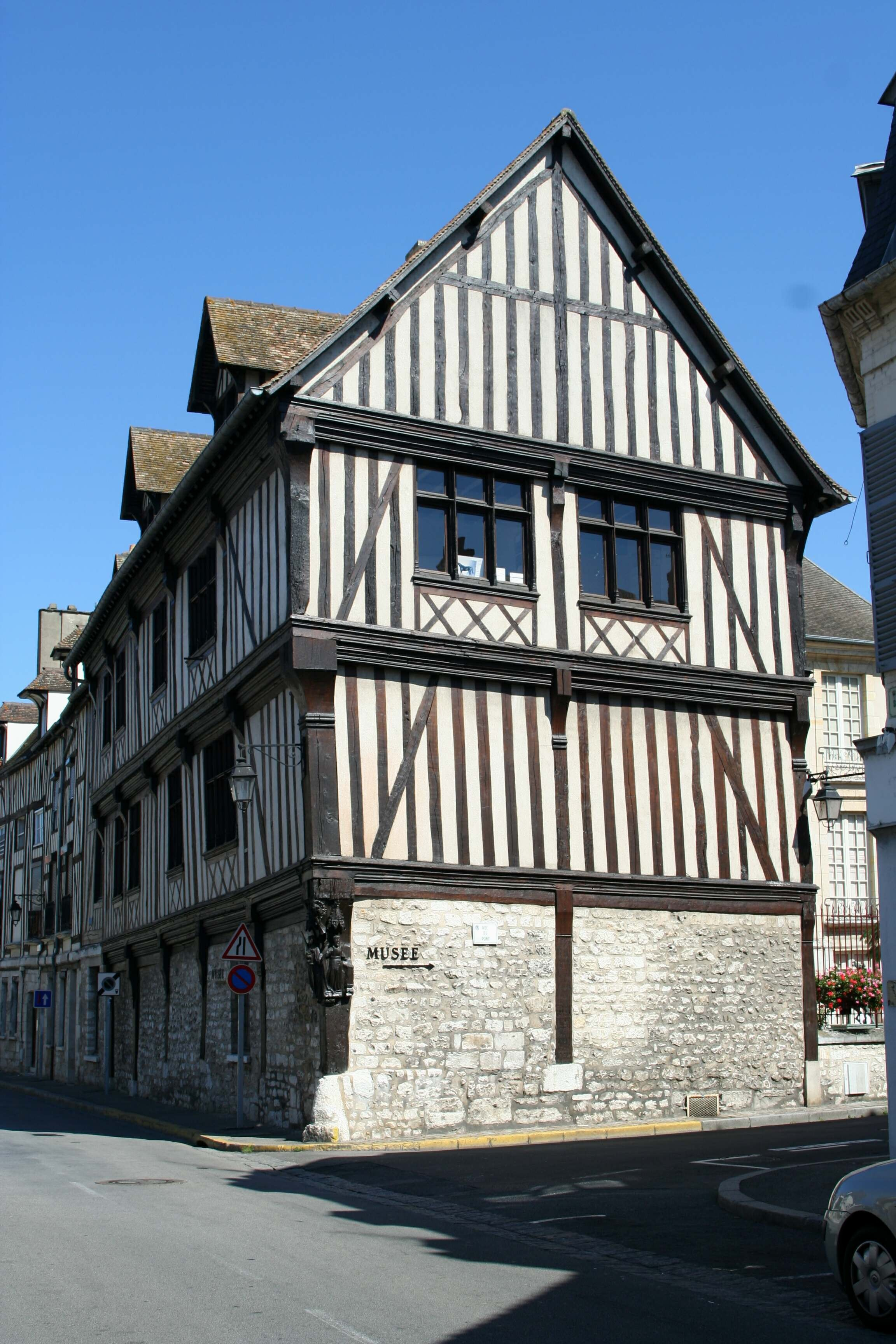
Musée Alphonse Georges Poulain